# Al Ferrara
Al Ferrara (Brooklyn, New York; 22 de diciembre de 1939 – 15 de noviembre de 2024) fue un beisbolista estadounidense que jugó ocho temporadas con tres equipos en la MLB en la posición de outfielder y ganó la Serie Mundial de 1963.

## Carrera
A nivel universitario formó parte de LIU Sharks donde tenía beca deportiva, y luego de una buena temporada firmó un contrato por $9,000 con Los Angeles Dodgers. Ferrara debutó en la MLB a los 23 años el 23 de julio de 1963 en la derrota de los Dodgers por 1-5 ante los New York Mets en Dodger Stadium. Conectó su primer hit en su tercer partido de carrera ante Dick Ellsworth. Al día siguiente conectó su primer cuadrangular ante Bob Buhl, en uno de los tres hits de los Dodgers en la quinta entrada en la derrota por 4-5 ante los Chicago Cubs. No fue parte del roster durante la Serie Mundial de 1963 y fue en 1965 que pasó a formar parte del equipo con el que jugó 41 partidos pero no jugó en la Serie Mundial de 1965.
En 1966 tuvo una de sus mejores temporadas donde jugó en 63 partidos con 129 turnos al bat, su promedio fue de .270 y jugó en la Serie Mundial de 1966, donde conectó un hit en el juego cuatro ante Dave McNally de los Baltimore Orioles.
En 1967 tuvo su temporada más productiva en la cual fue a batear 384 veces, conectó 16 cuadrangulares (su mayor cantidad en una temporada) con 50 carreras impulsadas y un promedio de bateo de .277. Fue votado como el Dodger del año. Ferrara también apareció en episodios de la serie Gilligan’s Island y Batman que lo conectó con los aficionados y a su excompañero de equipo Lee Walls, que se convirtió en agente de actores. 
Solo jugó dos partidos en 1968 y en fue elegido en el draft de expansión por los San Diego Padres, pasando a ser uno de los originales Padres en 1969, temporada en la que su promedio de bateo fue de .260 con 14 cuadrangulares e impulsó 56 carreras, seguido de otra buena temporada en 1970, donde bateó para .277 con 13 cuadrangulares y remolcó 51 carreras.
En 1971 tras 17 partidos con los Padres fue cambiado a los Cincinnati Reds, con los que jugó en 32 principalmente como bateador emergente. Su último partido en la MLB fue el 1 de septiembre de 1971.

## Tras el retiro
En 1974 Ferrara concursó en el programa de televisión Match Game '74, poniendo como profesión "comprador de pianos". Ferrara enfrentó a la campeona defensora Marlena Crews; Crews ganó 1–0 en un juego de zero-zero.
Luego de retirarse como beisbolistas, estuvo cuatro años en el Martoni Marquis de Sunset Strip en Los Angeles antes de ser vendedor de ferreterías, donde eventualmente inició su propia empresa llamada Major League Construction. En eso trabajó los siguientes 30 años; Ferrara vendió su empresa y se retiró en 2005 a los 65 años. A causa de la recesión económica de 2008 perdió una cuarta parte de sus fondos de retiro.
Los Dodgers le dieron un empleo a Ferrara en relaciones comunitarias en julio de 2009 donde visitó escuelas y leía libros del Dr. Seuss a los niños para poder alejarlos de los vicios; además de ir a partidos de local de los Dodgers. Vivió con su pareja por 35 años, Kay Donno.
Ferrara anteriormente se había casado dos veces, una a los 20 años y la segunda a los 30. Tuvo un hijo, Al Ferrara III en West Islip, New York, una hijastra, Maureen, y dos nietos, Alfred IV y Samantha.